# Ricky Powell
Pour les articles homonymes, voir Powell.
Ricky Powell est un photographe portraitiste américain,  né le 20 novembre 1961 à New York et mort le 1er février 2021 à Manhattan.

## Biographie
Ricky Powell meurt à 59 ans le 1er février 2021,.

## Source
- (en) Cet article est partiellement ou en totalité issu de l’article de Wikipédia en anglais intitulé « Ricky Powell » (voir la liste des auteurs).